# Гвинеја (регија)
Гвинеја је традиционални назив за афричку регију која лежи дуж Гвинејског залива. Протеже се на север кроз шумовите, тропске регије, а завршава на граници Сахела.
У историји је ова регија била међу првим деловима субсахарске Африке који су трговали сa Европљанима. Велике количине трговине у слоновачи, злату и робовима учиниле су регију богатом, па су онде настала бројна централизована краљевства која су се развијала у 18. и 19. веку. Та краљевства су била много мања од великих држава пространог Сахела, имала су далеко већу густину становништва, па су била централизованија и технолошки напреднија. Захваљујући њима регија је пружила већи отпор европским нападима од остатка Африке, па је због тога велики део Гвинеје остао неколонизован све до самог краја 19. века.
Име регије долази из варверских језика преко португалског језика, а изворно је означавало „земљу црнаца."
Гвинеја се често дели на Доњу Гвинеју, једну од најгушће насељених регија у Африци, а обухвата јужну Нигерију, Бенин, Того и Гану, и Горњу Гвинеју, која је далеко ређе насељена и протеже се од Обале Слоноваче до Гвинеје Бисао. Унутар Републике Гвинеје обална раван се назива Доња Гвинеја, а унутрашњост земље Горња Гвинеја. 
Европски трговци у регији поделили су регију на темељу њених главних извозних производа. Источни део дуж Бенина и Нигерије називао се Обала робова. Подручје данашње Гане називало се Обала злата, а исто је име дано британској колонији у том подручју. Западно од Обале злата налазила се Обала слоноваче, назив који још увек носи држава те регије. Даље према западу у подручју око модерне Либерије и Сијере Леоне налазила се Обала бибера или Обала жита.

## Државе у Гвинеји
- Бенин
- Екваторијална Гвинеја
- Гана
- Гвинеја
- Гвинеја Бисао
- Јужна Нигерија
- Либерија
- Обала Слоноваче
- Сијера Леоне
- Того
- Западни Камерун